# 2013년 진보신당 당대회
2013년 진보신당 당대회는 진보신당 연대회의의 9번째 당대회다. 2013년 6월 23일 과천시 시민회관 대극장에서 개최되었다. 이 당대회의 안건은 강령 제정과 당명 결정의 두 가지였으나, 이 중 강령 제정만 통과되었다.

## 소집 배경
진보신당은 2012년 총선에서의 미미한 성적으로 등록취소가 되었다가 재등록한 상태였으며, 사회당과의 통합 이후에도 진보신당의 강령 및 당명을 답습하여 사용하고 있어 재창당에 대한 요구가 높던 상황이었다. 이에 진보신당 3기 1차 전국위원회는 2013년 정기당대회를 앞두고 2013당대회준비위원회를 구성할 것을 결의하였다.

### 일정
- 2013년 3월 9일 : 3기 1차 전국위원회 소집. 이 회의에서 '2013당대회준비위원회'의 설치 및 준비위원 선출이 승인됨.
- 2013년 3월 19일 : 2013당대회준비위원회 1차 전원회의 개최. 위원장 선출 및 사업계획이 논의되었으며 산하에 강령위원회, 당헌당규위원회, 장기성장전략위원회가 설치됨.
- 2013년 4월 15일 - 4월 24일 : 진보신당, 새 당명 공모 공지.
- 2013년 4월 26일 - 5월 2일 : 진보신당, 공모된 새 당명 후보들에 대한 당원 선호조사 실시.
- 2013년 5월 6일 : 당원 선호조사 결과 노동당, 녹색사회노동당(약칭 노동당), 사회당, 사회민주당, 좌파당 5개 당명이 3기 2차 전국위원회에 제출됨.
- 2013년 5월 11일 : 3기 2차 전국위원회 소집. 당명 결정의 건과 강령 제정의 건, 당헌 제정의 건이 당대회에 제출될 안건으로 승인됨. 당원 선호조사 결과로 제출된 5개 당명 중 전국위원 투표결과 다득표 순으로 노동당, 녹색사회노동당, 좌파당이 당원 전수조사 대상으로 선정됨. 전수조사 결과 선호도가 가장 높은 당명이 2013 정기당대회에 당명제정안 원안으로 상정되는 것으로 결의. 2013당대회준비위원회 산하 장기성장전략소위의 장기성장전략 역시 당대회 제출안건으로 전국위원회에 상정되었으나 부결됨.
- 2013년 6월 3일 : 진보신당, 새당명 당원 전수조사 공지.
- 2013년 6월 10일 - 6월 14일 : 진보신당, 새당명 당원 전수조사 실시.
- 2013년 6월 14일 : 진보신당, 새당명 당원 전수조사 기간을 6월 19일 18시까지 연장.
- 2013년 6월 19일 : 진보신당, 새당명 당원 전수조사 결과 공지. 선호도 1위는 녹색사회노동당(약칭 노동당), 2위는 노동당, 3위는 좌파당으로 나타남.
- 2013년 6월 23일 : 2013 정기당대회 개최.

## 성원
과천 당대회의 재적수는 대의원 총원 364명이었으며, 이 중 249명이 출석함에 따라 의사정족수 183명을 넘겨 당대회 개최가 성립되었다.

## 안건
과천 당대회에는 강령 제정의 건과 당명 결정의 건을 포함한 네 가지 안건이 상정되었다. 원래 당명 결정의 건이 강령 제정의 건보다 회순상 앞서 있었으나, 재적 256명 중 139명의 찬성으로 이 둘의 회순을 변경하게 되었다. 또한 의장단 직권으로 '안건 4. 장기성장전략위원회 설치의 건'이 상정되었다.

### 강령 제정의 건
2013년 5월 11일에 열린 3기 2차 전국위원회에서는 2013당대회준비위원회 산하 강령소위가 작성한 'OO당 선언'을 당대회에 상정하는 한편, 구 민주노동당 및 구 사회당 강령, 현 진보신당 강령을 부속문서로 채택하는 건을 역시 당대회에 상정하기로 결의하였다.
이에 따라 2013년 6월 23일 열린 과천 당대회에서는 'OO당 선언'및 이전 진보정당 강령을 부속문서로 채택하는 문제에 대해 재석 237명 중 172명의 찬성으로 일부 문구의 수정을 포함하여 강령을 제정하기로 결의하였다. 새 강령의 이름이 'OO당 선언'인 이유는, 과천 당대회에서 새당명 결정의 건이 논의되기로 예정되어 있었기 때문이다.

### 당명 결정의 건
3기 2차 전국위원회는 당원 선호조사로 선별된 당명 후보 중 전수조사를 통해 결정된 최종 후보를 당대회에 결의하기로 하였다. 이 결의에 따라 2013년 6월 10일부터 6월 19일까지 새당명 당원 전수조사가 진행되었으며, 전수조사에 상정된 노동당, 녹색사회노동당(약칭 노동당), 좌파당 중 녹색사회노동당에 대한 선호도가 가장 높게 나타남에 따라 녹색사회노동당이 최종 후보로 당대회에 상정되었다.
그러나 이 당명은 재석 233명 중 154명의 찬성으로 부결되었으며, 이후 진보신당은 구 사회당 계의 조직적 비토 및 이 과정에서의 부정 투표 논란 등을 겪게 되었다.